# Spacewatch
Spacewatch je projekat koji se bavi proučavanjem malih tela i različitih vrsta asteroida i kometa u sunčevom sistemu.
Projekat su 1980. osnovali prof. Tom Gerels i dr. Robert S. Makmilan, koji je trenutno vođa projekta.
Spacewatch projekat uspeo je otkriti mesec Jupitera, koji je kasnije nazvan Kaliroa. Među ostalim važnim otkrićima su otkrića asteroida 60558 Eheklo, 5145 Fol i 20000 Varuna. 

## Spoljašnje veze
- Službena stranica projekta Spacewatcha